# Warsaw Trade Tower
Warsaw Trade Tower (WTT) je třetí nejvyšší mrakodrap ve Varšavě a čtvrtý v Polsku. Jeho nejvyšší bod je ve výšce 208 m nad úrovní ulice (vrchol antény), ale výška střechy je 184 m. Má 43 pater, které obsluhují jedny z nejrychlejších výtahů v Evropě. Tyto výtahy mají rychlost 7 m/s. V budově se nachází především kancelářské prostory, ale v prvních dvou patrech je obchodní centrum a ve třech podzemních jsou garáže. Výstavba probíhala v letech 1997 až 1999 podle návrhu firmy Wyszyński, Majewski, Hermanowicz & RTKL.